# 無線分散系統
無線分散系統（Wireless Distribution System，縮寫）指的是一個能讓無線區域網路中的無線接入點透過無線方式互相連結的一套系統。它可以讓多個存取點無需傳統的有線骨幹連接需求即可延伸一個無線網路。相較於其他解決方案，WDS值得注意的優點是它在各個存取點傳遞中仍能保存客戶端的MAC位址（MAC地址）
每個存取點可以為三個角色之一：主要（Main）、中繼（Relay）或是遠端（Remote）基地台：
- 一個主要基地台通常連接上（有線）乙太網路。
- 一個中繼基地台從各個遠端基地台、無線客戶端或其他中繼基地台中轉送資料（Data）給主要基地台，或是另一個中繼基地台。
- 一個遠端基地台接受無線客戶端的連線並傳送給中繼基地台或主要基地台。客戶端們之間是透過MAC位址連結的。所有無線分散系統中的基地台都必須設定使用相同的信道、加密方式（無、WEP或WPA）以及密鑰，它們可以設定不同的服務設定識別碼（SSID）。WDS也要求所有基地台需設定連結到系統中的其他基地台。

無線分散系統也可以當成一個中繼（repeater）模式，因為它能同時橋接和接受無線客戶端（與傳統無線橋接相異）。然而，通過這個模式，所有無線連接的客戶端網路傳輸量會減半。

## 實行
由於IEEE 802.11-1999標準並沒有定義無線分散系統該如何建構這些實行或基地台間該如何安排交換此類帧，無線分散系統在不同產品中可能產生不相容的狀況（有時即使是同一個廠牌）。IEEE 802.11-1999僅定義了四個位址的訊框格式（4-address frame format）來使無線分散系統成為可能。

## 技術
無線分散系統可提供兩種無線存取點對存取點（AP-to-AP）的連接模式：
- 橋接器模式：此模式下無線分散系統的存取點只與存取點溝通而不允許無線客戶端（STA）存取它們。（不接受連線）
- 無線中繼（Wireless Repeater（英语：Wireless repeater））模式：此模式下無線分散系統的存取點可互相溝通也可與無線客戶端溝通。（可接受連線）

無線分散系統有兩個缺點：
- 最大無線有效傳輸量在第一次轉發（hop）後可能會減半。舉例來說，有兩個經由無線分散系統相連結的無線存取點（AP_A & AP_B），一台桌上型電腦（PC_1）經由有線網路連接到AP_A，而另一台筆記型電腦（NB）則經由無線網路連接到AP_B，這PC_1與NB間溝通的傳輸量會減半，這是因為AP_B必須在兩邊重新轉送一次訊息（AP_A & NB皆使用無線傳送）。然而，在另一個情況下，若是另一台桌上型電腦（PC_2）經由有線網路連接到AP_B，由於AP_B不需要再次轉送訊息，PC_1與PC_2間溝通傳輸量則不會減半。雙頻模式的無線存取器也許可以藉由在一個頻道連接戶端，而使用另一個頻道連結無線分散系統來避免這個問題。
- 無線分散系統不支援動態分配以及循環密鑰。這表示像WPA以及其他動態分配密鑰的技術在大多數情況下會無法使用，不過WPA可能可以使用預共用密鑰模式（PSK）方式來進行加密。這是因為此封包格式缺乏標準化，這個現象也許可以在將來的802.11s標準中得到解決。而目前結果是只有WEP或WPA-PSK能使用在無線分散系統之中，這也包括了連接上中繼基地台的客戶端們。